# モンドガス
モンドガス（英語：Mond gas）とは工業用の燃料ガスとして生産・使用されていた安価な石炭ガスである。モンドガスは、石炭を高温に加熱して分解することで生成され、1940年代から1950年代にかけて、天然ガスが採用されるまでの主要なガス燃料源であった。それらは照明、暖房、調理に使用され、ガス管を通じて家庭や工場に供給されていた。モンドガスは発見者のルードウィッヒ・モンドにちなんで名付けられた。

## 発見
1889年、ルードウィッヒ・モンドは、石炭を空気と蒸気で燃焼させると、余分なガス（これをモンドガスと呼ぶ）とともにアンモニアが生成されることを発見した。彼は、農業に役立つ硫酸アンモニウムを合成するプロセスを探しているときにこれを発見した。このプロセスでは、低品質の石炭を過熱蒸気と反応させてモンドガスを生成する。次に、ガスを希硫酸スプレーに通し、最終的にアンモニアを除去して硫酸アンモニウムを得る。
モンドは、空気の供給を制限し、空気を蒸気で満たすことによってガス生成プロセスを改良し、合成温度を低下させた。この温度はアンモニアの解離点を下回り、過熱石炭からの生成物である窒素から生成可能なアンモニアの量を最大とすることができた。

## ガス生産
モンドガスは、硫酸アンモニウムを回収しつつ、安価な石炭を主に水素からなる可燃性ガスに変換するように設計された。生成されたガスは水素が豊富で、一酸化炭素を含んでいた。ガスエンジンの燃料として工場などで発電に使用されたが、一般には暖房や照明に限定されていた。
1902年、最初のモンドガスの生産がチェシャー州ノースウィッチのブルナーモンドアンドカンパニーで始まった。モンドガス工場は、利益を上げるために大量の土地を必要とし、週に約182トンの石炭を使用していた。

### 反応
モンドガスプロセスにおける主な反応は C + 2H2O → CO2 + 2H2 である。
モンドガスの主成分は以下の物である。
- CO（一酸化炭素）… 12％
- H2（水素）… 28％
- CH4（メタン）… 2.2％
- CO2（二酸化炭素）… 16％
- N2（窒素）… 42％ [3]

## 用途
19世紀後半から20世紀初頭にかけて、モンドガスは他のガスよりも効率的に生産・使用できるようになり、街灯やオーブン、窯、かまど、ボイラーなどのガスを必要とする基本的な住宅用途の燃料として使用された。
日本でも明治時代にガス灯などで利用されていた。なお戦中戦後に使用された木炭自動車の燃料ガスは一酸化炭素が主成分で、製法は似ているもののモンドガスより低品質である。

### 利点
モンドガスは低品質の石炭しか必要としない。そのため、非常に安価な製造が可能で、多くのプロセスで大幅な節約を実現した。モンドガスの生産には多くの動力を必要しなかった。
産業が低コストのエネルギー源に非常に関心を持っていたため、20世紀初頭の産業用発電に用いられて普及した。また、ガスエンジン産業を後押しした。モンドガスを使用した大型ガスエンジンは、標準的な蒸気エンジンよりも5 - 6倍効率的だった。モンドガスは主に最も低コストの石炭から製造されたので、石炭の通常価格の約1/20で安価な電気を供給した。

### 現代の使用
モンドガスは主に20世紀初頭に使用され、そのプロセスはパワーガスコーポレーションによってリーンシステムとしてさらに発展した。しかし、現代では忘れられている。
1960年代に天然ガスが採用されたため、石炭ガスの使用は一般的ではなくなった。天然ガスは、石炭や石油などの他の燃料よりもきれいに燃焼し、海上でより安全かつ効率的に輸送できるため、環境対策に優れていた。